# Cifrado XOR
En criptografía, el cifrado XOR es, como su nombre indica, un algoritmo de cifrado basado en el operador binario XOR:
A {\displaystyle \oplus } 0 = A,
A {\displaystyle \oplus } A = 0,
(B {\displaystyle \oplus } A) {\displaystyle \oplus } A = B {\displaystyle \oplus } 0 = B,
Donde {\displaystyle \oplus } es una operación OR exclusiva (XOR). Una cadena de texto puede ser cifrada aplicando el operador de bit XOR sobre cada uno de los caracteres utilizando una clave. Para descifrar la salida, solo hay que volver a aplicar el operador XOR con la misma clave.
Por ejemplo, la cadena "Wiki" (01010111 01101001 01101011 01101001 en 8-bit ASCII) puede ser cifrada con la clave 11110011 de la siguiente manera:
|                         | 01010111 01101001 01101011 01101001 |
| {\displaystyle \oplus } | 11110011 11110011 11110011 11110011 |
| =                       | 10100100 10011010 10011000 10011010 |
Y viceversa para descifrarlo:
|                         | 10100100 10011010 10011000 10011010 |
| {\displaystyle \oplus } | 11110011 11110011 11110011 11110011 |
| =                       | 01010111 01101001 01101011 01101001 |
El operador XOR es muy común como parte de cifrados más complejos. Sin embargo, por sí solo el cifrado XOR es muy vulnerable y es muy fácil obtener la clave a través del análisis de varios mensajes cifrados con la misma clave.